# Schloss Hofdorf

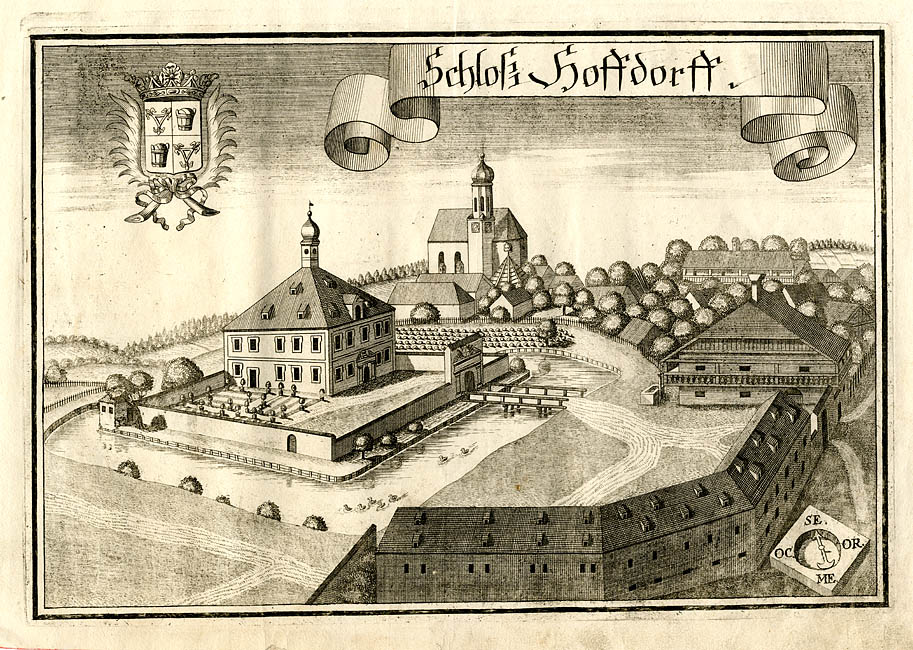
Schloss Hofdorf nach einem Stich von Michael Wening

Das abgegangene Schloss Hofdorf befand sich in Hofdorf, heute ein Gemeindeteil der niederbayerischen Gemeinde Mengkofen im Landkreis Dingolfing-Landau. Das Schloss lag 260 m südsüdwestlich der Ortskirche St. Margareta am Rande der Aiterach-Niederung. Die Anlage ist als Bodendenkmal mit der Aktennummer D-2-7240-0020 und der Beschreibung „untertägige Befunde des Mittelalters und der frühen Neuzeit im Bereich des abgegangenen Hofmarkschlosses mit zugehörigen Ökonomiegebäuden in Hofdorf (verebneter Wasserburgstall)“ verzeichnet.

## Geschichte
Es wird angenommen, dass die ortsadeligen Herren von Hofdorf im 12. Jahrhundert als Erbauer der Wasserburg in Frage kommen. Als erster Besitzer der Hofmark Hofdorf wird ein Bernhard Bschorn genannt. Im 13. Jahrhundert werden hier die Seemann von Mangern erwähnt. Diese hatten in Mangern, heute einem Gemeindeteil von Gerzen, ihren Stammsitz. Im 14. Jahrhundert erwarben sie die Hofmark Gottfrieding und Hofdorf. „Andre und Ulrich die Seeman“ werden am 23. Juli 1368 als Inhaber der Hofmark Hofdorf genannt. 1437 wird noch Hans der Seeman als Hofmarksherr genannt. Nachfolger der Seemann wurden die Herren von Rohrbach (Rohrbecken). 1576 wird Christoph von Rohrbach zu Hofdorf als Vormund des Hans Sigmund zu Degenberg auf Posching genannt. Ab 1580 ist die Hofmark im Besitz des Hanns Christoph von Amsham, über dessen Witwe Anna kommt sie 1619 an Georg Christoph von Closen.
Ab dem 18. März 1626 wird die Hofmark an Hanns Wilhelm von Eisenreich verkauft, ihm folgt 1627 seine Witwe Anna Salome von Eisenreich. 1630 ist hier Johann Georg Khitter von Khirwitz, Hof- und Kriegsrat zu München, der die Witwe Anna Salome geheiratet hatte. 1652 folgt Christoph Benno Freiherr von Eisenreich und ab dem 27. Januar 1671 seine Witwe, Johanna Maximiliana Eisenreich. 1713 vererbte Maximiliana Johanna Freifrau von Eisenreich ihren Besitz zu Hofdorf an ihren Vetter Ferdinand Freiherr von Stromer zu Jetzendorf, der ihn 1740 an Baron von Lerchenfeld nach Mengkofen verkaufte.

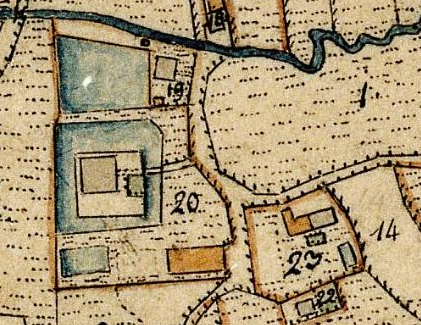
Lageplan von Schloss Hofdorf auf dem Urkataster von Bayern um 1830

## Schloss Hofdorf einst und jetzt
Der Stich von Michael Wening von 1726 zeigt ein beinahe quadratisches und zweigeschossiges Hofmarkschloss, das von einem Walmdach mit Gaupen gedeckt ist. Das barocke Schloss ist Anfang des 18. Jahrhunderts an der Stelle einer Wasserburg errichtet worden. Das Schloss ist von einem Wassergraben umgeben, über den eine Brücke zu dem Schloss führt. Die durch den Wassergraben gebildete Insel wird am Rand von einem Holzzaun und dann von einer Schlossmauer umzäunt, diese besitzt auf der Ostseite ein prunkvolles Eingangsportal und an der Westseite einen kleinen Turm. Das Schloss liegt an der Nordwestecke. Außerhalb der Insel liegen ein großer Sedelhof und weitere Gebäude, die eine durch ein Tor geschlossene Hofanlage bilden. Im Hintergrund ist noch die alte Ortskirche St. Margareta zu erkennen, die 1905 durch einen Neubau ersetzt wurde. Bei der Bayerischen Uraufnahme um 1830 sind die Anlage und ein nördlich liegender Teich noch vollständig vorhanden. Im Zuge der Entwässerung der Aiterach durch den Reichsarbeitsdienst in den 1930er Jahren verschwanden die Wassergräben um das Schloss.
Der Platz der ehemaligen Wasserburg ist als leicht erhöhtes Plateau, das landwirtschaftlich genutzt wird, zu erkennen. Der umlaufende Graben ist noch als Bodensenke besonders auf der Ost- und Südseite zu identifizieren.